# Мужичи
Мужичи́  (ингуш. Мужече) — село в Сунженском районе Республики Ингушетия.
Образует муниципальное образование сельское поселение Мужичи как единственный населённый пункт в его составе.

## География
Село расположено на левом берегу реки Асса, в 37 км к юго-западу от районного центра — город Сунжа и в 40 км к юго-востоку от города Магас.
Ближайшие населённые пункты: на севере — село Галашки, на востоке — село Даттых и на западе — село Комгарон.

## История
Аул назван по имени родоначальника тайпа Мужахой — Мужхо. А название села Мужичи в переводе означает — «аул Мужахой».

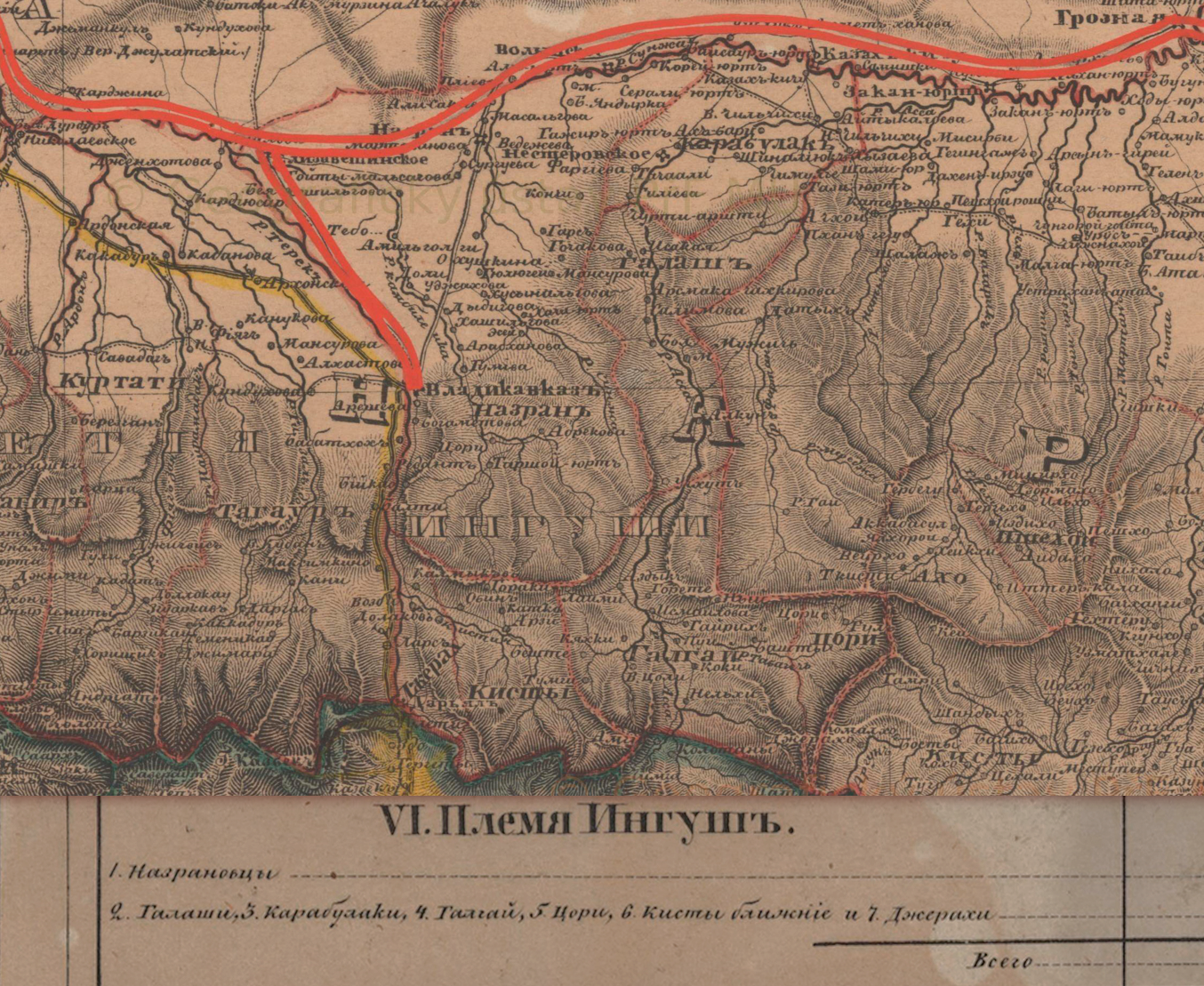
Большой и Малый Мужич в составе ингушей на карте Кавказского края 1842 года

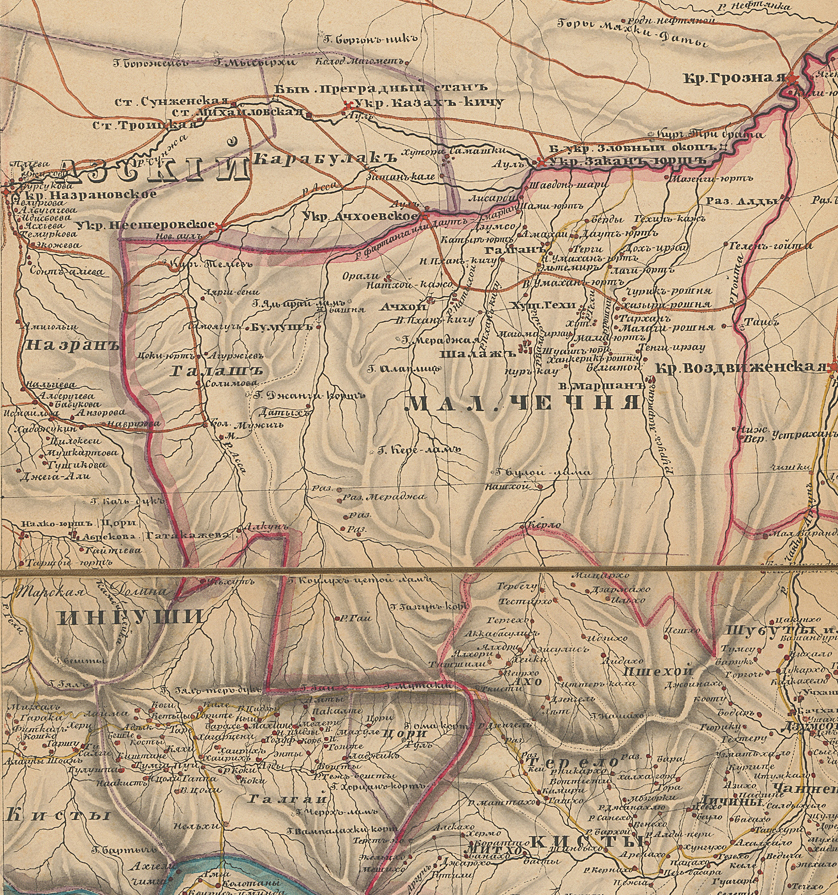
Аул Мужич на карте Кавказской области 1847 г.

Датой основания принято считать 1865 г., когда была заложена казачья станица, но аул Мужич существовал на том же месте задолго до размещения тут казаков. В 1834 году,И. Ф. Бларамберг, по итогу его командировки и экспедиции на Кавказе, упоминает Большую и Малую Мюжичуй среди сел ингушского общества «галашевцы».
В 1859 году орстхойцы были выселены из села Мужичи. В 1860—1861 годах на месте бывших орстхойских горных селений были основаны казачьи станицы, в том числе хутор — Мужичинский, однако постоянные атаки ингушей заставили жителей хутора уйти на север, под прикрытие «Сунженской казачьей линии».
В 1872 году хутор был заселен горцами в числе 300 дворов из Хамхинского и Цоринского обществ, во главе переселенцев стоял выходец из галгайского селения Озиг Котиев Мейли-Хаджи Эспиевич который арендовал земли у царской администрации и фактически восстановил и возродил древнее село. В своё время он служил в Сунженском полку и имел хорошие отношения с властями Терской области. В течение нескольких десятилетий село заселили новые поселенцы из Хамхинского общества и уже в начале XX века, в Мужичах проживало около сотни дворов. Среди первых переселенцев были — Котиевы, Баркинхоевы, Богатыревы, Аушевы, Гандаровы, Костоевы, Балаевы, Далаковы, Хакиевы, Гайтукиевы и другие.
С 1940 года в селе функционирует музей Серго Орджоникидзе, который в 1919 году несколько месяцев прятался здесь. Также в музее хранятся экспонаты из раскопок известного в научном мире «Лугового могильника» I тысячелетия до н. э. — очага «кобанской культуры» бронзового века.
С 1944 по 1958 год, в период депортации чеченцев и ингушей, и упразднения Чечено-Ингушской АССР, село носило название — Луговое.
На территории села сосредоточены исторические места древней ингушской истории: долина БIу-латт-Аре («долина сбора войска»); вершина Хаь-хольге («Место стражей»); замковая вершины Ир-Буро-корт («Острая вершина крепости»), Йиъсяна-Буро-Корт («четырехугольная вершина крепости»); хребет Сай-вийн-дукъ («Хребет, где пал Сай»); курган Амаш-гу; курганный хребет Боарз-дукъ («могильных холмов хребет»); поляна Маьлха-ардаш («солнечные наделы»); высоты Ха-керте («вершина стражи») и Тов-зен-корт («вершина, показанная для наблюдений») и т. д.

## Население
| 1926  | 2002  | 2006  | 2007  | 2008  | 2009  | 2010  |
| ----- | ----- | ----- | ----- | ----- | ----- | ----- |
| 635   | ↗1834 | ↗1845 | ↗1862 | ↗1882 | ↗1910 | ↗2000 |
| 2011  | 2012  | 2013  | 2014  | 2015  | 2016  | 2017  |
| ↗2003 | ↗2066 | ↗2086 | ↗2154 | ↗2160 | ↗2169 | ↗2207 |
| 2018  | 2019  | 2020  | 2021  | 2023  | 2024  | 2025  |
| ↗2231 | ↗2247 | ↗2280 | ↗2386 | ↗2408 | ↗2427 | ↗2451 |

Национальный состав
По данным Всероссийской переписи населения 2010 года:
| № | Национальность | Численность, чел. | Доля    |
| - | -------------- | ----------------- | ------- |
| 1 | ингуши         | 1958              | 97,90 % |
| 2 | чеченцы        | 32                | 1,60 %  |
| 3 | другие         | 10                | 0,50 %  |

## Тейпы

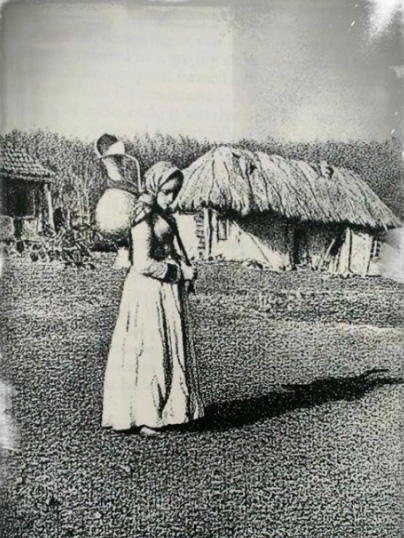
Девушка из селения Мужичи.

Тейповый состав села:
| - Аушевы - Баркинхоевы - Балаевы - Бисаевы - Хашиевы - Богатыревы - Гандаровы | - Далиевы - Котиевы - Костоевы |

## Инфраструктура
В селе имеется средняя школа, библиотека и другие социально-культурные учреждения.